# Ильичёвский сельский совет (Харьковская область)
Ильичёвский сельский совет — входил до 2020 года в состав Барвенковского района Харьковской области Украины.
Административный центр сельского совета находился в село Родное (до 2016 Ильичёвка).

## История
- 1931 — дата образования Новодмитровского сельсовета.
- После 1977 года центр сельсовета был перенесён в Ильичёвку.

## Населённые пункты совета
- село Родное
- село Дубравное
- село Курулька
- село Новая Дмитровка
- село Пашково